# Haut du Roc
Le Haut du Roc  est un sommet du massif des Vosges culminant à 1 012 mètres d'altitude, dans le département des Vosges, en France.

## Géographie

### Situation
Le sommet est situé à la limite entre les communes de Basse-sur-le-Rupt au nord et ouest et de Saulxures-sur-Moselotte au sud-est. La limite communale, qui rejoint le sommet depuis le sud-ouest oblique et part davantage vers l'est en direction du Sarimont (977 mètres) et du col des Hayes (887 mètres). Le point culminant de la montagne (point géodésique) est néanmoins situé sur la commune de Basse-sur-le Rupt.
Le Haut du Roc est un sommet important. C'est le sommet de plus de 1 000 mètres le plus occidental du massif des Vosges avec la Planche des Belles Filles. Cette imposante montagne domine le secteur, surtout à l'ouest et au sud. Il a une position centrale sur la moyenne Moselotte, rivière qui en fait le tour par le sud en un vaste en arc de cercle.
Un petit col se trouve entre le Haut du Roc et le Sarimont, par lequel passe le chemin d'accès au sommet. Ce chemin forestier part de la Burotte, écart de Basse-sur-le-Rupt situé en contrebas vers Thiéfosse, ou du col des Hayes.
Parmi les voisins proches du sommet se trouvent juste à côté le Sarimont, son antécime à (973 mètres, ainsi que la tête de Zéfeut (966 mètres), la tête du Saut (983 mètres) et le Pechin (982 mètres) dont il est séparé par la vallée du Rupt de Bâmont qui prend sa source au col de Lansau (920 mètres) et qui constitue le cœur du territoire de Saulxures-sur-Moselotte. Au nord-est du Haut-du-Roc se trouvent les sommets de la Piquante Pierre (1 008 mètres) et du Rondfaing (1 061 mètres).
Le sommet est aisément visible de Remiremont, de la vallée de la Moselotte à l'ouest et au sud, ainsi qu'au nord depuis la vallée de Basse-sur-le-Rupt. Il est reconnaissable à son pylône de télécommunications et à son caractère imposant et dominant.

### Environnement naturel et humain
Le Haut du Roc est au cœur des Vosges moyennes, composées de montagnes moyennement élevées et densément occupées.
Le massif du Haut du Roc abrite de nombreuses fermes vosgiennes typiques, pour certaines devenues des résidences secondaires. Les anciens chemins sont nombreux (avec présence de croix de chemin), reliant les fermes à la vallée. Les routes actuelles ne sont que les chemins d'antan qui ont été goudronnés, mais elles ne représentent qu'une partie de ce maillage originel. Les fermes trop isolées sont souvent devenues des ruines. On trouve trace de ces ruines de fermes abandonnées à divers endroits.
La partie sommitale du massif est entièrement boisée et la forêt domine ailleurs. Les espaces ouverts, surtout sur le versant sud ensoleillé, sont tout de même bien présents et offrent de beaux pâturages.

### Géologie
Le site rocheux repose sur un socle de granite couronné par un immense plateau de grès vosgien, bouleversé et crevassé. Le plateau de grès est en outre parsemé d'un grand nombre de blocs erratiques transportés par les anciens glaciers. De pareils phénomènes sont assez fréquents dans ces montagnes, témoins de la glaciation. Le Haut du Roc est le point le plus élevé où est présent le grès vosgien. Le Haut du Roc est par ailleurs un site naturel classé par la Direction régionale de l'Environnement de Lorraine.

## Activités

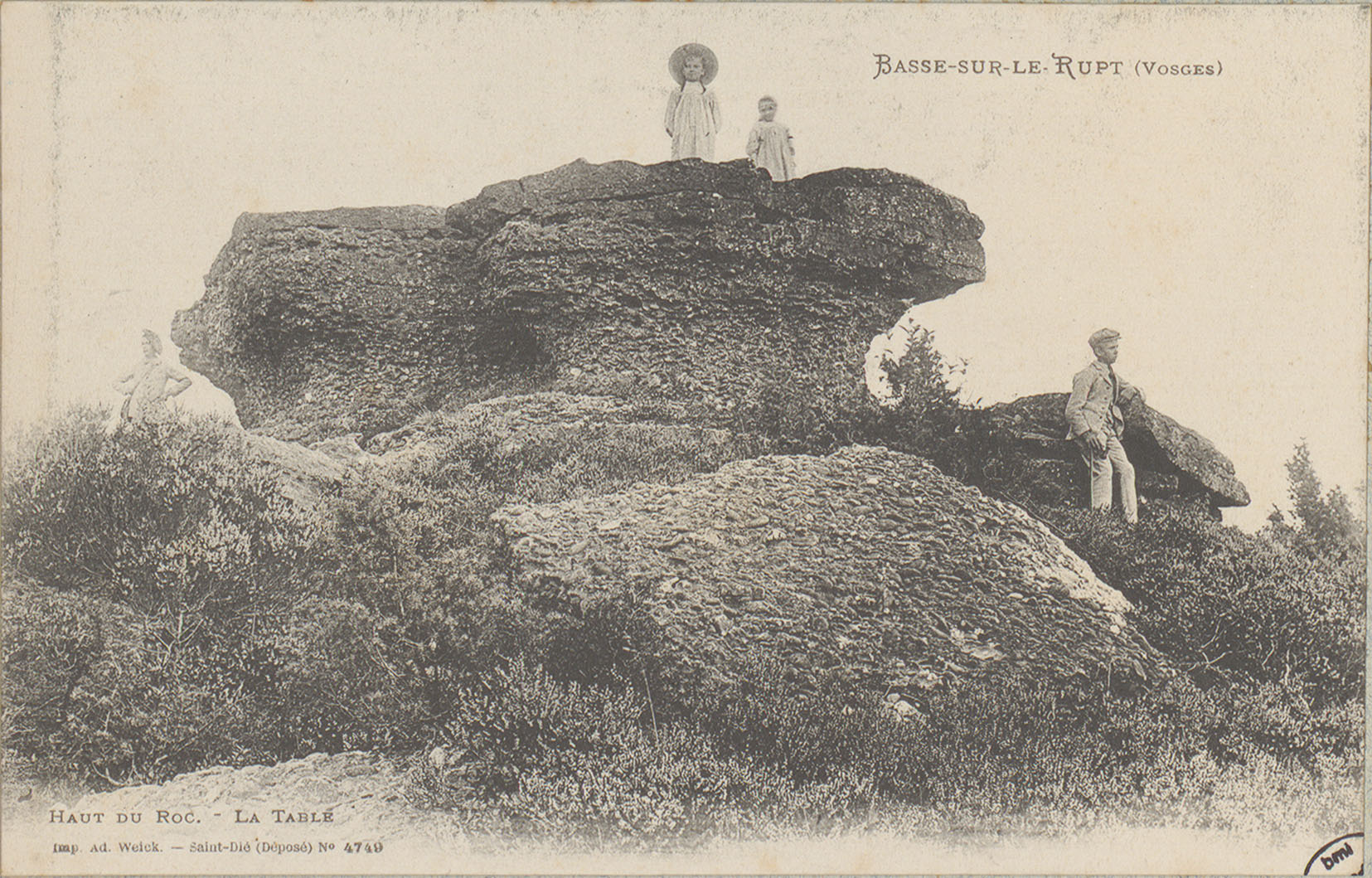
Haut du Roc : la Table (carte postale Adolphe Weick).

Le Haut du Roc est au cœur d'un dense réseau de chemins balisés par le Club vosgien, partant principalement de Basse-sur le-Rupt au nord et Saulxures-sur-Moselotte au sud ; un sentier circulaire fait également le tour du sommet. Le massif et ses alentours sont un terrain propice à la randonnée familiale.
Le Haut du Roc, outre le large panorama qu'il offre sur la vallée de Basse-sur-le-Rupt et de la Moselotte, possède des poudingues, dalles de grès renfermant des galets, de plusieurs mètres d'épaisseur, appelées « Tables de Charlemagne ». Un calvaire érigé en 1933 se trouve sur la plateforme sommitale. Une ancienne colonie de vacances est située juste en dessous du sommet. Diverses auberges et gîtes de vacances sont établis tout autour de la montagne.
La Haut du Roc est accessible par la route puis chemin forestier depuis Planois, Presles, Thiéfosse, Saulxures-sur-Moselotte et Cornimont via le col de Lauvy (893 mètres). Les petites routes de montagne offrent de belles montées, notamment pour les cyclistes. Les chaînes sont obligatoires en hiver sur ces routes lorsqu'elle sont praticables.

## Protection
Le Haut du Roc est un site naturel classé depuis 1910.